# Tor Fretheim
Tor Fretheim (* 13. Mai 1946 in Asker, Norwegen; † 9. Dezember 2018) war ein norwegischer Schriftsteller, Dramatiker, Übersetzer und langjähriger Zeitungsjournalist.

## Leben
Seine Eltern betrieben einen Kolonialwarenladen in Sandefjord; seit 1953 in Oslo. Nach dem Examen artium 1965 begann Fretheim ein Studium der Volkskunde an der Universität Oslo. Berufsqualifizierend absolvierte er von 1971 bis 1973 die Journalisthøyskolen in Oslo. Er arbeitete dann von 1974 bis 1986 bei der großen Osloer Tageszeitung Aftenposten. Ab den 1970er Jahren trat er mit kleinen Theaterstücken hervor, ab 1982 begann er als Kinder- und Jugendliteratur-Schriftsteller zu veröffentlichen, seit 1986 in Vollzeit als freier Schriftsteller.
Fretheims Bücher sind ins Dänische, Schwedische und Deutsche übersetzt worden. Für sein Buch Tanz in die Hölle erhielt er 1986 den Kritikerprisen, den bedeutendsten norwegischen Literaturpreis, in der Kategorie „Bestes Kinder- oder Jugendbuch“ und 1993 mit der deutschen Übersetzung den Österreichischen Jugendliteraturpreis. 1996 erhielt er den renommierten Aschehoug-Literaturpreis.
Tor Fretheim lebte und arbeitete in Oslo. 1997 schloss er eine eingetragene Lebenspartnerschaft mit dem Schauspieler Knut Thomassen Vardtun.

## Werke
- 1976: Hvem har sett Marte, fem år? – Schauspiel, uraufgeführt 1977
- 1977: Skillingsdrapet – Drama
- 1978: Gentlemen voldtas ikke – Drama
- 1982: Markus kjenner ikke Supermann – Kinderbuch
- 1984: Det kalles visst kjærlighet – Kinderbuch
- 1985: Bill. Merk. Velsituert kvinne – Schauspiel-Einakter
- 1986: Englene stanser ved eventyrbrua – Kinderbuch
  - Tanz in die Hölle, Übersetzung von Senta Kapoun, Herder, Freiburg 1992, ISBN 978-3-210-25137-0.
- 1988: Sirenene synger – Kinderbuch
- 1990: Om bare sola ville danse – Kinderbuch
- 1991: Kysset som fikk snøen til å smelte – Kinderbuch
- 1991: Det er så urettferdig, altså! Da barna fikk sitt eget ombud – Sachbuch, zusammen mit Målfrid Grude Flekkøy
- 1992: Krigen, freden og sommerfuglene – Kinderbuch
  - Der Krieg, der Friede und die Schmetterlinge, Übersetzung von Senta Kapoun, Herder, Freiburg 1997, ISBN 978-3-423-78103-9.
- 1993: Myk som marmor, hard som bomull – Kinderbuch
- 1994: Langsom trio – Kinderbuch
  - Die Unmöglichkeiten des Emil Alm : langsames Trio für Sohn, Mutter und Vater, Übersetzung von Senta Kapoun, Herder, Freiburg 1995, ISBN 978-3-85303-070-7.
- 1996: Havmannen, Kjøpmannen og Dr. Freud – Kinderbuch
  - Der Meermann, der Kaufmann und Dr. Freud, Übersetzung von Senta Kapoun, Herder, Freiburg 1998, ISBN 978-3-451-70235-8.
- 2002: Grüners grønne hage – Jugendroman um Edvard Munch
- 2005: Ingenting, sa Sebastian – Kinderbuch
- 2006: Johnny og Johanna sommeren etter
- 2009: Ingen ild tenner stjernene
- 2010: Alltid Andrea – Jugendroman
- 2012: Kjære miss Nina Simone – Jugendroman
  - Die Stille nach Nina Simone, Übersetzung von Maike Dörries, Mixtvision, München 2015, ISBN 978-3-95854-031-6.
- 2016: Leons hemmelighet – Jugendroman